# Stein (Rothaargebirge)
Die Stein bei Puderbach im nordrhein-westfälischen Kreis Siegen-Wittgenstein und nahe Wallau im hessischen Landkreis Marburg-Biedenkopf ist ein 644,1 m ü. NHN hoher Berg im Rothaargebirge.

## Geographie

### Lage
Die Stein erhebt sich im Südteil des Rothaargebirges im Wittgensteiner Land. Ihr Gipfel liegt in der Gemarkung Puderbach 1,8 km nordnordöstlich des Bad Laaspher Ortsteils Puderbach, 2,3 km südsüdwestlich des Bad Berleburger Ortsteils Richstein und 4,5 km (je Luftlinie) nordnordwestlich des Biedenkopfer Ortsteils Wallau. Während die Grenze von Bad Laasphe zu Bad Berleburg etwa 100 m nordwestlich des im Südosten vom Naturpark Sauerland-Rothaargebirge gelegenen Gipfels verläuft, schließt sich etwa 400 m östlich vom Gipfel im Rahmen seiner Ostflanke der hessische Naturpark Lahn-Dill-Bergland mit dem dortigen Biedenkopfer Stadtgebiet an. Der Berg ist bewaldet, obgleich in südlicher Gipfelnähe eine Wildwiese liegt und sich im Norden eine großflächige Brachfläche befindet.

### Naturräumliche Zuordnung
Die Stein gehört in der naturräumlichen Haupteinheitengruppe Süderbergland (Nr. 33) in der Haupteinheit Rothaargebirge (mit Hochsauerland) (333) zu den Untereinheiten Südwittgensteiner Bergland (Wittgensteiner Lahnbergland; 333.2; Nordwesten) und Sackpfeife (333.3; Südosten).

### Rhein-Weser-Wasserscheide
Die Stein befindet sich auf der Rhein-Weser-Wasserscheide. Das Wasser des Leisebachs, der nordöstlich des Berggipfels entspringt, fließt mit jenem von dessen Zufluss Kauzwiese (auch Großwiesenbach genannt), dessen Quelle nordnordwestlich liegt, durch die Eder und Fulda in die Weser. Dem entgegen fließen die Wasser von Hainbach, der östlich entspringt, und Puderbach, dessen Quelle sich südlich befindet, mit jenem von dessen Zufluss Kirschwiesenbach, der westlich entspringt, durch die Lahn in den Rhein.

## Schutzgebiete
Nördlich der Stein liegt das Naturschutzgebiet Kautzwiese und Großes Schimmelchen (CDDA-Nr. 318637; 2003 ausgewiesen; 19 ha groß), südlich das NSG Silbergsrücken und Puderbachtal (CDDA-Nr. 378284; 2005; 49 ha) und südwestlich das NSG Kirschwiesental (CDDA-Nr. 378222; 2006; 24 ha). Die nördlichen Bereiche des Bergs liegen im Landschaftsschutzgebiet Rothaargebirge (SI) (CDDA-Nr. 555550027; 299,42 km²) und die südlichen mit dem Gipfel im LSG Bad Laasphe (CDDA-Nr. 319747; 1988; 123,11 km²). Nordnordwestlich der Gipfelregion befindet sich das Fauna-Flora-Habitat-Gebiet Finkental und Magergrünland bei Didoll (FFH-Nr. 5016-301; 55 ha) und auf hessischer Seite, wo sich auch das Vogelschutzgebiet Hessisches Rothaargebirge (VSG-Nr. 4917-401; 272,73 km²) ausbreitet, liegt das FFH-Gebiet Lahnhänge zwischen Biedenkopf und Marburg (FFH-Nr. 5017-305; 94,57 km²).

## Verkehr und Wandern
Über die östlichen Hochlagen der Stein führt minimal etwa 315 m entfernt von ihrem Gipfel die Landesstraße 903, die Richstein im Norden mit Puderbach im Süden miteinander verbindet und dabei nordöstlich des Bergs maximal etwa 580 m Höhe erreicht. Ein paar Kilometer südwestlich zweigt von der L 718, die von Sassenhausen nach Bad Laasphe verläuft, die Kreisstraße 53 ab, die vom Abzweig (392,2 m) unter anderem vorbei am ehemaligen Forsthaus Hülshof (532,3 m) vorbei an der Ansiedlung Harfeld, wo sie maximal 580,2 m Höhe erreicht, nach Richstein führt. Von diesen Straße kann man auf Waldwegen zur Stein gelangen.